# Kloint
Kloint Inc.(클로인트 주식회사)는  대한민국의 가상자산 추적 및 분석 전문 기업이다. 2023년 6월 7일에 설립되었으며, 블록체인 기반의 해킹, 피싱, 불법 다단계 사기 등 디지털 범죄에 대응하기 위한 분석 기법을 개발하고 있다.

## 개요
Kloint는 고도화된 분석 기술의 개발과 실무 적용성에 중점을 둔 사이버 보안 전문 기업으로, 수사기관 및 보안 전문가들과의 긴밀한 협업을 통해 다양한 사이버 범죄 사례를 분석해 왔다. 특히 블록체인과 암호화폐 기반의 불법 행위에 대응하기 위해, 트랜잭션 추적, 디믹싱(Demixing), 주소 클러스터링 등의 고급 기법을 활용하여 자금 흐름을 시각화하고 위협 요소를 식별하는 데 주력하고 있다.
Kloint는 다음과 같은 분야에서 기술 연구 및 분석을 수행하고 있다:
- 믹서(Mixer), CoinJoin, Stelth Address 등 프라이버시 강화 기술 추적
- Wasabi Wallet, Tornado Cash 사용 흐름 분석
- 블록체인 기반 다단계 트랜잭션 시각화
- 클러스터링 기반 고위험 지갑 식별 및 행동 기반 위험 평가

또한 자체 분석 플랫폼인 Kloint Crypto Intelligence Center (CIC)를 운영하여  실제 피해 사례를 바탕으로 자산 추적을 수행하고, 해커 지갑 흐름을 시각화해 보고서를 제공한다.

## 활동 및 현황

### 가상자산 정보 분석 센터 운영
클로인트는 2025년 7월, 자체 분석 센터인 Kloint CIC를 운영하며, 실제 가상자산 피해, 가상자산 범죄 사건들을 신고를 받아  추적/분석을 진행하며, 가상자산 피해 지갑의 자금 흐름 시각화, 추적 보고서 제공 등을 지원하고 있다. 이를 통해 수사기관, 규제기관, 기업들이 위협에 신속히 대응할 수 있도록 지원하는 기반 기술을 제공하고 있다.

### 가상자산 해킹 사건 분석 서비스 운영
클로인트는 2024년 2월, 가상자산 해킹 사건 발생 동향을 실시간으로 파악할 수 있는 체인워처(ChainWatcher) 서비스를 출시하였다. 이 서비스는 온체인 데이터를 기반으로 해킹 지갑 주소, 피의자·피해자 주소, 탈취 자산의 흐름, 시간대별 트랜잭션 내역 등을 시각화된 대시보드 형태로 제공하며, 해킹 사건의 구조와 자금 이동 경로를 직관적으로 파악할 수 있도록 제공하고 있다.

### 국내 가상자산 사건 분석
국내에서도 클로인트는 다수의 가상자산 범죄 분석에 참여하고 있다. 대표적으로 2025년 발생한 퀀트바인 불법 다단계 사기 사건에 대해 트랜잭션 추적과 자금 흐름 시각화를 수행하였으며, 사기 구조의 블록체인 기반 유사 투자 수단, 다계층 수익 분배 구조, 악성코드가 포함된 모바일 애플리케이션 분석을 통해 약 280억 원 규모의 피해를 추정하고, ASIGPT, Hardwood Mining, TsVertex 등 유사 프로젝트도 동일 조직의 소행으로 보고 추가 분석을 진행했다.

### 북한 해킹 조직 분석 및 추적
클로인트는 2025년 4월, 북한 IT 인력이 위조된 신분과 이력서, AI 생성 이미지 등을 활용해 글로벌 기업에 위장 취업하고 있으며, GitHub 등에서 다수 계정을 운영하며 활동 이력을 조작하고 조직적 네트워크를 구축하고 있다고 밝혔다. 해당 인력들은 프리랜서 플랫폼 계정 매입, 노트북 농장 이용, 가상자산 자금세탁 등 다양한 수법을 통해 위장 취업을 지속하며, 북한의 외화벌이 활동에 조직적으로 동원되고 있는 것으로 확인됐다.
클로인트는 2025년 2월, 약 15억 달러 규모의 이더리움이 탈취된 바이비트(Bybit) 해킹 사건에 대한 1차 분석 보고서를 발간하였다. 보고서는 라자루스(Lazarus Group)의 연루 가능성과 악성코드를 이용한 지갑 서명 조작, 콜드월렛 통제 체계 우회 등 고도화된 수법을 확인하였으며, 탈취 자금의 흐름을 추적해 다수의 지갑 주소와 세탁 경로를 분석하였다.
클로인트는 2024년 8월, 발간된 북한 중심 해킹 분석 보고서에서는 2022년~2024년 중반 사이 발생한 주요 해킹 244건 중 약 34%가 북한 관련 사건이며, 피해 금액 비중은 50%를 초과할 것으로 추정하였다. 보고서는 프라이빗 키 탈취, 소셜 엔지니어링, 믹서(Tornado Cash, Railgun) 및 크로스체인 브릿지를 라자루스의 주요 수법으로 지목하였다.
클로인트는 2024년 7월, 라자루스가 캄보디아 후이원 그룹(Huione Group)을 자금세탁 창구로 활용한 정황을 포착하였으며, 특히 2024년 6월 4일부터 이틀간 약 180만 달러의 탈취 자금이 토르체인(Thorchain Network)을 통해 후이원의 금융 자회사로 이체된 사실을 확인하였다. 해당 그룹은 텔레그램 기반 마켓플레이스를 운영하며 수천억 원 규모의 불법 암호화폐 거래에 관여하고 있는 것으로 분석되었다.
클로인트는 2024년 5월, 클로인트는 2024년 5월, 라자루스 그룹의 자금 흐름을 추적하던 중 약 296.99 BTC(한화 약 280억 원) 규모의 비트코인 이동을 포착하고 분석하였다. 해당 자금은 FBI가 북한 해킹 조직과 연관된 것으로 지정한 지갑에서 출금된 것으로, 총 5개 주소로 분산되어 이전되었다.

### 보안 컨설팅 및 기술 협력
클로인트는 보안 컨설팅 사업도 병행하고 있으며, 한국디지털자산수탁(KDAC)과 같은 민간 기관에 온체인 보안 진단과 보안 정책 자문을 제공하여 디지털 자산 생태계의 안전성 향상에 기여하고 있다. 기술 연구 측면에서는 고려대학교 정보대학 및 정보시스템보안연구센터와 협력하여 온체인 데이터 기반 디지털 자산 추적 기술 개발에도 참여하였다.